# 日本アマチュアKYOTEI連盟
日本アマチュアボートレース協会（にほん アマチュア ボートレースきょうかい）は、東京都に本部を置くモータースポーツ競技の組織のことである。略称は、「JABF(JAPAN AMATEUR BOATRACE FEDERATION)」。俗に「K400」と呼ばれる。
2008年に日本アマチュアKYOTEI連盟（略称「JAKF(JAPAN AMATEUR KYOUTEI FEDERATION)」）として設立。2010年に競艇がボートレースに変更した際に改称した。

## 概要
- K400に入会するには小型船舶免許が必要で、実際にレースに出場するにはレーシングライセンスの取得が必要である。レーシングライセンスは連盟に属するクラブに入会した後に取得することが可能。
- 練習場所は河川が多く、レースに使われる場所は実際の競艇場を使われることがあり、主に桐生競艇場や児島競艇場、芦屋競艇場等が使われる。
- ルールはほぼプロの競艇と同じである。
- 競艇選手の本橋克洋（登録番号3655）や茅原悠紀（登録番号4418）はK400の出身である。
- 毎年12月に全日本K400選手権（勝率上位30位以内）が開催される。

## 連盟に属するクラブ
- 関東連盟（北海道地方、東北地方、関東地方、甲信越地方）
  - 利根モーターボートクラブ
  - 桐生レーシング
  - 熊谷レーシング
  - アザミモーターボートクラブ
  - 赤城マリンクラブ
  - 関東スピリッツクラブ
  - 平和島レーシング
  - 多摩川モーターボートクラブ
- 東海連盟（東海地方）
  - 知多レーシング
  - 静岡県西部モーターボートクラブ
  - MYモーターボートレーシングチーム
  - モーターボートクラブMIE
- 近畿連盟（近畿地方、北陸地方のうち福井・富山・石川の3県）
  - 横山レーシングチーム - 漫才師の横山やすしが創設
  - 北陸レーシング
  - 淀川モーターボートクラブ
  - 淡路島モータボートレーシング
- 中国連盟（中国地方）
  - 岡南レーシングクラブ
- 四国連盟（四国地方）
  - 香川レーシングクラブ
  - 宇多津レーシングクラブ
  - 法皇レーシングクラブ
  - 吉野川レーシングクラブ
  - うずしおモーターボートクラブ
- 九州連盟（九州地方）
  - 北九州モーターボートクラブ
  - 九州レーシングチーム
  - 博多レーシングクラブ